# 2021년 솔로몬 제도 소요
2021년 솔로몬 제도 소요 (2021 Solomon Islands unrest)는 2021년 11월 24일, 남태평양에 위치한 솔로몬 제도에서 시작된 연속 시위와 폭력 사태를 일컫는다.

## 배경
솔로몬 제도는 2003년, 오스트레일리아가 평화 유지 임무 인력을 파견할 때까지 장기간 인종 갈등을 겪고 있는 상태였다. 솔로몬 제도에서 가장 인구가 많은 섬인 말레이타의 주민들은 자주 중앙 정부가 자신들의 섬을 방치하고 있다면서 중앙 정부를 향한 반감을 드러냈다.
2019년, 머내시 소가바레 솔로몬 제도 총리가 이끄는 중앙 정부는 중화민국 (타이완)의 국가 인정을 철회하고 중화인민공화국과 관계를 수립했다. 그러나 말레이타주는 타이완과 미국의 지원을 계속 받았으며, 2020년에는 미화 2,500만 달러를 지원 받기도 했다. 또한 말레이타 주지사 대니얼 수이다니가 2020년에 말레이타주에서 독립 국민투표를 실시했으나, 정부는 이를 불법이라고 일축했다. 코로나19 범유행 기간 동안 국경 폐쇄 영향으로 악화된 실업과 빈곤 증가도 이런 소요의 원인으로 파악되었다. 중국 기업들은 현지인들이 아닌 외국인들에게 일자리를 제공했다는 혐의를 받고 있다.

## 사건
시위는 처음에는 평화롭게 진행되었지만, 2021년 11월 24일, 솔로몬 제도 의회 건물 인접 건물이 전소되면서 폭력 시위로 변했다. 이 소요로 경찰과 정부군이 시위대와 충돌하면서 학교와 기업이 폐쇄됐다. 솔로몬 제도 수도 호니아라의 차이나타운이 약탈이 일어나면서 폭력 사태가 심화되었다. 경찰은 시위 대응 차원에서 시위대를 향해 최루탄을 발포했다.
오스트레일리아는 오스트레일리아-솔로몬 제도 양자 안보 조약에 따라 소가바레 정부의 요청으로 오스트레일리아 연방 경찰과 호주 방위군 요원을 배치하여 소요에 대응했다. 오스트레일리아 정부는 이번 배치가 질서를 유지하고 중요한 기반 시설을 보호하려는 왕립 솔로몬 제도 경찰을 지원하려는 조치이며, 솔로몬 제도의 내부 문제에 어떠한 입장도 취하지 않을 것이라고 밝혔다. 파푸아뉴기니는 폭력 진압을 도우려는 차원에서 평화 유지군 병력 34명을 보내기로 합의했다.
경찰은 토요일에 호니아라의 차이나타운 지역에서 불에 탄 시체 3구를 발견했다고 발표했는데, 이 발표는 소요 사태 발발 이후 처음으로 전해진 사망자 발표였다. 경찰은 토요일에 폭동과 관련해 100명이 넘는 사람들을 체포했다고 밝혔다. 토요일 아침에는 폭동이 대체로 멈추면서 거리는 조용했으며, 지역 언론인들과 소셜 미디어에 따르면, 경찰과 평화 유지군이 거리를 순찰했다고 한다.
피지는 2021년 11월 30일, 군 병력 50명을 솔로몬 제도에 파견했다. 이는 오스트레일리아와 피지의 부발레 파트너십에 따라 호주 방위군을 강화하려는 조치였다. 필요한 경우, 군 병력을 강화하려는 조치로 피지에 병력 120명이 대기하고 있다. 뉴질랜드는 경찰 병력 65명과 군대를 파견했으며, 15명은 목요일에, 50명은 주말에 도착했다.

## 반응

### 국내
마나세 소가바레 총리는 폭도들이 "결과를 직시할 것"이라고 경고하면서 사임 요구에 강력하게 저항했다. 소가바레는 또한 시위대에게 "정치 동기"가 있다고 비난했으며, 오스트레일리아 방송 협회와 한 인터뷰에서 소요 원인은 "외세"에게 있다고 비난했다.
야당 지도자인 매슈 웨일(Matthew Wale)과 말레이타 주지사 대니얼 수이다니(Daniel Suidani)는 모두 소가바레가 폭력을 행사한 것을 비난하며 사임을 요구했다. 그러나 웨일과 수이다니 모두 시위대의 폭력 역시 규탄했다. 과달카날주 주지사도 폭동을 강력히 규탄했다.

### 국제
중화인민공화국 정부는 "공격을 향한 우려"를 표명하고 "질서와 안정을 신속하게 회복"하려는 솔로몬 제도 정부의 시도에 지지를 표명했다.
소가바레는 솔로몬 제도가 중화인민공화국과 관계를 맺는 것을 원하지 않는 국가들이 솔로몬 제도의 외교 관계를 중화민국 (타이완)에서 중화인민공화국으로 전환한 것과 관련해 "거짓되고 고의적인 거짓말"을 말라이타 사람들에게 퍼뜨렸다고 주장했다. 중화민국 외교부 대변인인 어우장안(歐江安)은 "우리는 소요 사태와 관련이 없다."라고 말했다.
스콧 모리슨 오스트레일리아 총리는 중국 시민들과 기업들이 표적이 된 데 의문을 제기하며, 이번 사태를 "뒤섞인 이야기"라고 묘사했다. 머리스 페인 오스트레일리아 외무장관도 외국이 불안을 조장했다는 징후는 없다고 말했다.

## 같이 보기
- 솔로몬 제도 지역 지원 임무